# Прихунова, Анна Ивановна
Анна Ивановна Прихунова (29 января (10 февраля) 1830 — 20 августа (1 сентября) 1887) — русская балерина, вышедшая замуж за предводителя московского дворянства князя Л. Н. Гагарина.

## Биография
Родилась в семье камер-лакея 29 января (10 февраля) 1830 года; её сестра  — Александра Ивановна (1843—1900), танцовщица петербургских Императорских театров (1861), жена танцовщика и режиссера балетной труппы А. Н. Богданова.
В 1846 году Анна Прихунова окончила Петербургское театральное училище (среди её педагогов Антуан Титюс). Ещё ученицей в 1841 году она исполнила хореографически сложную партию Амура в балете Ф. Тальони «Воспитанница Амура» на музыку Келлера. 
По окончании училища за выдающиеся способности дирекцией Императорских театров ей было назначено специальное денежное пособие, чтобы она могла продолжить усовершенствование в театральном училище, — поэтому она в 1848 году оказалась повторной выпускницей училища.
В 1846 году дебютировала на сцене Мариинского театра в балете «Две волшебницы» К. Н. Лядова. Танцевала в Большом театре Санкт-петербурга. Её грациозный, лёгкий танец отличался драматической выразительностью и естественностью, живостью, юмором. Она сразу стала исполнительницей главных партий; выступала в балетах, поставленных Ж. Перро, М. И. Петипа. 
Её талант проявился в балетах «Пахита» (Пахита), «Тщетная предосторожность» (Лиза), «Брак во времена Регентства», «Эолина, или Дриада», «Сальтарелло, или Страсть к танцам», «Наяда и рыбак» (Наяда), «Газельда», «Любовное зелье», «Марко-Бомба», «Своенравная жена» (корзинщица), «Маркитантка». По словам Н. Н. Греча, была «очень милой танцовщицей, обладающей, сверх того, мимическим дарованием».
Выйдя в 1861 году замуж за князя Л. Н. Гагарина, оставила сцену.
Скончалась 20 августа (1 сентября) 1887 года. Похоронена в Благовещенской церкви Александро-Невской лавры